# Simon de Vos

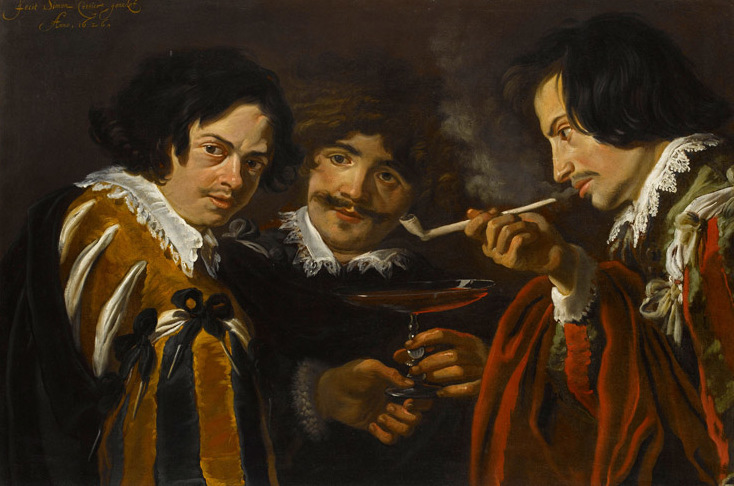
Reunió de fumadors i bevedors, oli sobre llenç, 63 x 93 cm, París, Museu del Louvre

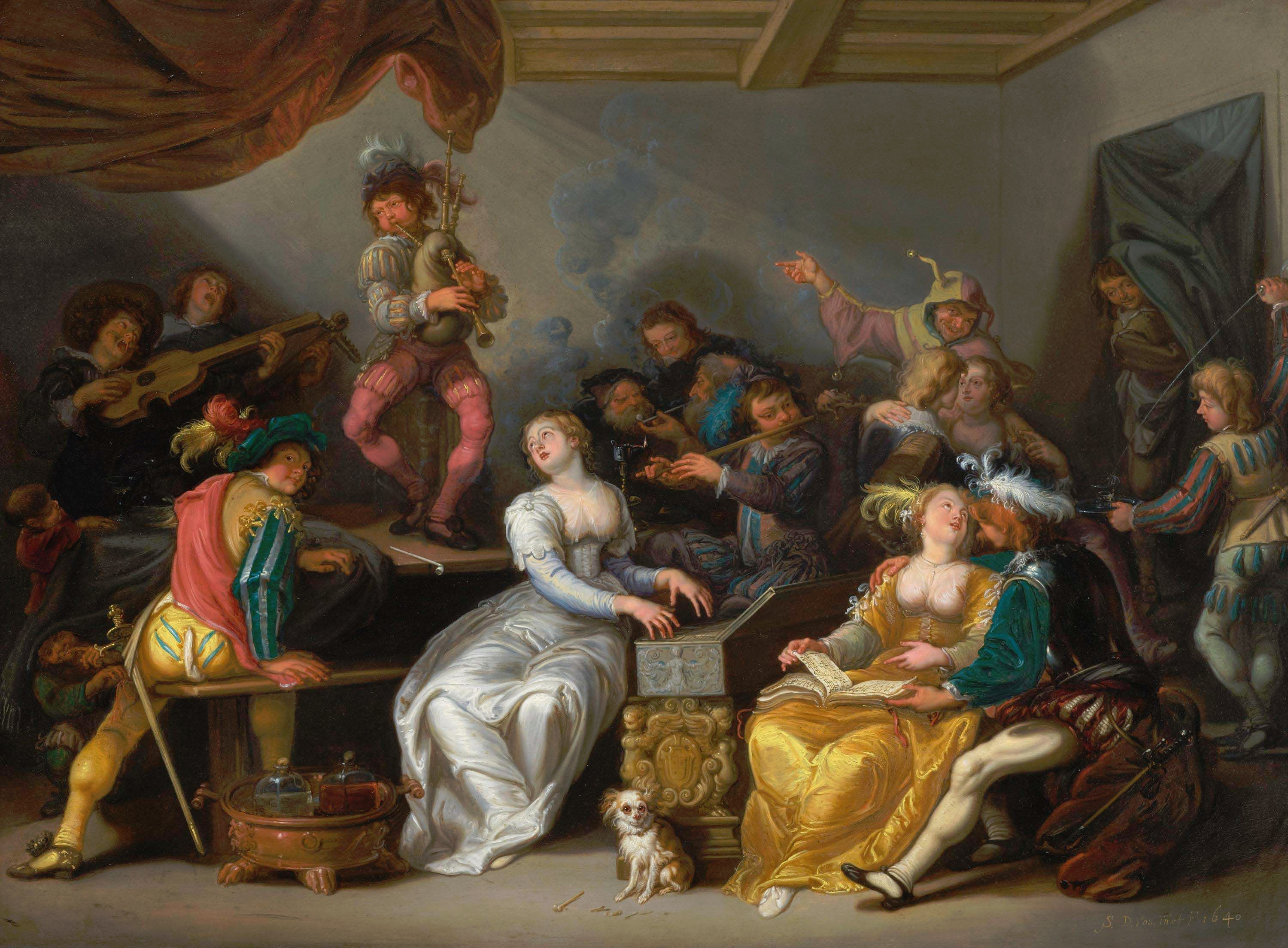
Al·legoria dels cinc sentits (1640).

Simon de Vós va ser un pintor flamenc nascut el 20 d'octubre de 1603 a Anvers i mort el 15 d'octubre de 1676 també a Anvers.

## Biografia
A partir de 1615 va ser deixeble de Cornelis de Vos a qui no li unia cap parentiu. En 1620 se sap que estava establert com a pintor a Anvers, de 1620 a 1626 es creu que va viatjar per Itàlia, d'aquí la similitud de la seva obra amb la de Johann Liss que durant aquests anys va estar a Roma i Venècia.
En 1626 es casa amb una germana del pintor Adriaen van Utrecht, posteriorment es va establir definitivament en el seu estudi d'Anvers on va romandre la major part de la seva vida.
Les pintures de la seva primera època, són obres tradicionals, generalment treballs de gabinet o escenes de gènere de petit format, com a retrats de grups o diferents escenes amb personatges de cares arrodonides, llavis prominents i pèl desordenat. També va realitzar en aquesta etapa escenes d'exteriors amb obres en les quals es veuen extenses vistes i alts horitzons, amb grups d'escampats treballadors que es lliuren feliços a les seves tasques. D'aquest període són per exemple Les Noces de Canà (1624) i Salomó i la Reina de Saba (1641).
A partir de 1640 comença a canviar d'estil, dedicant-se més a obres de caràcter històric i religiós de major format, en aquest període s'aprecien clares influències de Rubens, Claude Vignon i Anton van Dyck. D'aquesta època data la sèrie de dotze quadres dedicats a la Creació segons el Gènesi (1635-1644) conservada en part en la Catedral de Sevilla, L'Adoració dels Mags (1643) i El Martiri de Sant Pere (1648).